# Тагер Абузаїд
Амер Тагер Абузаїд Саєд (араб. عامر طاهر أبو زيد السيد; нар. 1 квітня 1962, Асьют, Єгипет) — єгипетський футболіст, атакувальний півзахисник.

## Клубна кар'єра
Футболом розпочав займатися в каїрському «Аль-Аглі». Дебютував у Прем'єр-лізі Єгипту 1980 року, згодом став основним гравцем клубу. У 1981 році у футболці каїрського клубу вперше виграв чемпіонат та кубок країни. У 1982 році «Аль-Аглі» виграв Лігу чемпіонів КАФ (2:0 та 1:1 у фіналі проти «Асанте Котоко»), а в 1987 року вдруге в своїй кар'єрі виграв турнір (0:0 та 2:0 у фіналі проти «Аль-Хіляля» (Омдурман) з Судану). П'ятиразовий чемпіонат Єгипту (1982, 1985—1987, 1989) та 7-разовий володар кубок країни (1983—1985, 1989 та 1991—1993). Окрім цього, у 1984-19886 та 1993 роках разом з «Аль-Аглі» на Кубку володарів кубків КАФ. Футбольну кар'єру завершив 1993 року у 31-річному віці.

## Кар'єра в збірній
Учасник молодіжного чемпіонату світу 1981 року в Австралії, де став найкращим бомбардиром турніру. У футболці національної збірної Єгипту дебютував 1982 року. У 1990 році головний тренер єгипетської збірної Махмуд Ель-Гохарі викликав Рабі для участі в чемпіонаті світу 1990 року в Італії. На цьому турнірі зіграв 1 поєдинок групового етапу, проти Ірландії (0:0). Протягом кар'єри також виступав на Кубку африканських націй 1984 року (єгиптяни посіли 4-е місце, а Тагер з 4-а голами став найкращим бомбардиром турніру) та 1986 років (Єгипет виграв Кубок, Абузаїд з 3-а голами став другим найкращим бомбардиром турніру).

## Політична діяльність
У 2013 році призначений міністром спорту в уряді Хазема аль-Баблауї.

## Досягнення

### Клубні
«Аль-Аглі»
- Прем'єр-ліга Єгипту
  -  Чемпіон (7): 1979/80, 1980/81, 1981/82, 1984/85, 1985/86, 1986/87, 1988/89

- Кубок Єгипту
  -  Володар (8): 1980/81, 1982/83, 1983/84, 1984/85, 1988/89, 1990/91, 1991/92, 1992/93

- Кубок африканських чемпіонів
  -  Володар (2): 1982, 1987

- Кубок володарів кубків КАФ
  -  Володар (3): 1984, 1985, 1986

- Афро-Азійський кубок
  -  Володар (1): 1988

### Збірна
Єгипет
- Кубок африканських націй (U-21)
  -  Володар (1): 1981

- Кубок африканських націй
  -  Володар (1): 1986